# Amomum mindanaense
Amomum mindanaense är en enhjärtbladig växtart som beskrevs av Adolph Daniel Edward Elmer. Amomum mindanaense ingår i släktet Amomum och familjen Zingiberaceae. Inga underarter finns listade i Catalogue of Life.